# هيدا هوبر
هيدا هوبر (2 من مايو 1885م –1 من فبراير 1966م) هي واحدة من كتاب أعمدة أخبار المجتمع الأكثر شهرة في أمريكا، وتشتهر بخصومتها الشديدة مع منافستها اللدودة لوويلا بارسونز.
عملت لعدة سنوات كممثلة صغيرة على المسرح وفي الشاشة الفضية، وذلك قبل أن يُعرض عليها فرصة كتابة عمود «هيدا هوبر في هوليوود» ('Hedda Hopper's Hollywood') في جريدة لوس أنجلوس تايمز في عام 1938م. وهناك ظهرت موهبتها في التشهير الوحشي بالمشاهير، مما سبب لها الانتقام الجسدي من كل من سبنسر تريسي وجوزيف كوتون وآخرين. ولم تكتف بهذا، فقط بل قامت بتسمية الشيوعيين المشتبه بهم في عصر مكارثي. واصلت هوبر الكتابة عن أخبار المشاهير حتى النهاية، فظهرت كتاباتها في عدد لا يحصى من المجلات والراديو لاحقًا.

## كتابات أخرى
- Frost, Jennifer. “Hedda Hopper, Hollywood Gossip, and the Politics of Racial Representation in Film, 1946–1948,” Journal of African American History, 93 (Winter 2008), 36–63.

## وصلات خارجية
- هيدا هوبر على موقع IMDb (الإنجليزية)
- هيدا هوبر على موقع روتن توميتوز (الإنجليزية)
- هيدا هوبر على موقع ميوزك برينز (الإنجليزية)
- هيدا هوبر على موقع أول موفي (الإنجليزية)
- هيدا هوبر على موقع قاعدة بيانات برودواي على الإنترنت (الإنجليزية)
- هيدا هوبر على موقع قاعدة بيانات برودواي على الإنترنت (الإنجليزية)
- هيدا هوبر على موقع قاعدة بيانات برودواي على الإنترنت (الإنجليزية)
- هيدا هوبر على موقع قاعدة بيانات برودواي على الإنترنت (الإنجليزية)
- هيدا هوبر على موقع قاعدة بيانات الأفلام السويدية (السويدية)
- هيدا هوبر على موقع إن إن دي بي (الإنجليزية)
- Hedda Hopper by Hal Erickson; allmovie.com
- Hedda Hopper portrait in 1911(as Elda Furry her real name)(Univ. of Washington Sayre Collection)
- Hedda Hopper 1911 portrait as Elda Furry(her birth name)(Univ. of Washington Sayre Collection)
- Hedda Hopper in 1922 in the dress she wore in Sherlock Holmes(1922)
- Hedda Hopper and others on Orson Welle's Radio show 1944